# Mikroplatte
Als Mikroplatte wird in der Geologie und Plattentektonik eine kleine Platte der Erdkruste  bezeichnet.
Sie kann
- als solche bis heute bestehen und in rezenter Bewegung sein (z. B. die Adriaplatte oder Teile Anatoliens), ihre Ränder sind meist erdbebengefährdet
- sich als fossile Kleinplatte an oder unter eine größere Formation geschoben haben – z. B. im Zeitalter des Karbons die Kleinstkontinente Armorica (Bretagne, England) oder Perunica (Böhmische Masse). Fossile Mikroplatten sind kaum erdbebengefährdet und haben vielfach die Form von Rumpfgebirgen.